# (31147) Miriquidi
(31147) Miriquidi est un astéroïde de la ceinture principale.

## Description
(31147) Miriquidi est un astéroïde de la ceinture principale. Il fut découvert le 22 octobre 1997 à Drebach par Jens Kandler. Il présente une orbite caractérisée par un demi-grand axe de 2,31 UA, une excentricité de 0,06 et une inclinaison de 3,6° par rapport à l'écliptique.

## Compléments